# 杉原凜
杉原 凜（すぎはら りん、1996年10月26日 - ）は、日本テレビのアナウンサー。

## 略歴
- 埼玉県[2]本庄市出身[1]。
- 本庄東高等学校・附属中学校、津田塾大学学芸学部英語英文学科卒業[2]。
- 2019年、日本テレビ入社[2]。同期入社は大町怜央、河出奈都美。
- 2019年6月1日より、編成局アナウンスセンターアナウンス部に正式配属された[4]。
- 2019年6月24日、『ZIP!』、『スッキリ』、『バゲット』で同期入社アナウンサーと共に初お披露目された。

## 人物
- 好きな言葉は「100点より100％！」[2]。
- 大学在学中は「日テレイベコン」の経験がある。
- 趣味・特技はフラ(大学1年生の時に、振付で曲の歌詞の意味を伝えるという表現方法に惹かれて始める。現在でも、楽しく汗を流して気分転換をしている） ほかに読書、映画鑑賞、旅行[2]。

## 出演番組
太字は、2025年4月時点で担当中の番組

### テレビ番組
- 日テレNEWS24（平日不定期）
- ZIP!
  - 後呂有紗の代理（2019年9月16日 - 18日）
  - 木・金曜SHOWBIZキャスター（2019年10月3日 - 2020年4月10日）
  - 火・木曜SHOWBIZキャスター（2020年4月14日 - 9月24日）
  - 忽滑谷こころの代理（2022年2月3日・10日・17日・24日）[5]
  - 石川みなみの代理（2022年6月20日、2023年1月18日、2024年5月27日・28日・7月1日・8月20日・11月25日）[6]
  - ニュースコーナー代理（2022年9月19日・20日）[7]
  - 木曜「NOW!ニッポン」リポーター（2023年4月6日 - ）
  - 花乃まりあの代理（2023年4月18日・5月30日・9月19日、2024年1月30日）
  - 林田美学の代理（2023年7月6日・8月3日・9月7日・14日）[8]
  - 山﨑誠の代理（2023年9月20日）
  - 弘竜太郎の代理（2023年9月21日）
  - 北脇太基の代理（2024年10月15日・11月18日）
- Oha!4 NEWS LIVE - メインキャスター
  - 月曜担当（2020年3月30日 - 9月14日）
  - 岩田絵里奈の代理（2020年7月24日、2021年2月26日）
  - 木曜担当（2020年10月1日 - 2021年3月25日、2022年10月6日 - 2023年3月30日）
  - 金曜担当（2021年4月2日 - 2022年9月30日）
  - 忽滑谷こころの代理（2021年11月17日、2022年2月9日・23日・9月7日、2023年5月16日、2024年1月10日・8月21日）
  - 佐藤真知子の代理（2021年11月29日、2022年9月12日・12月12日）
  - 河出奈都美の代理（2023年5月12日）
- スッキリ
  - 金曜「金曜ドーガショー」担当（2020年10月2日 - 2021年3月12日）
  - 月曜「BUZZ-P」担当（2021年3月29日 - 2022年3月28日）
  - 岩田絵里奈の代理（2021年8月9日・10日・10月19日・20日、2022年8月9日・30日）
- ザ!世界仰天ニュース（2020年10月27日 - ） - アシスタント
- キユーピー3分クッキング（2021年6月12日 - ） - アシスタント
- バゲット
  - 火曜隔週レギュラー（2022年4月5日 - 2023年3月21日）
  - 尾崎里紗の代理（2022年8月15日・16日）
- 深層NEWS（2023年2月20日）- 杉野真実の代理
- news every.サタデー（2023年4月1日 - 2025年3月29日）- メインキャスター
- Going!Sports&News
  - 土曜ニュースコーナー担当（2023年4月1日 - 2025年3月22日）
  - 忽滑谷こころの代理（2024年7月28日）
- DayDay.
  - 後呂有紗のナレーター代理（2023年4月17日）
  - 黒田みゆの代理（2023年8月14日・15日、2024年2月26日・11月27日）
- ヒルナンデス!
  - 梅澤廉（ニュースコーナー）の代理（2023年7月3日）
  - 浦野モモの代理（2023年10月23日・25日、2024年10月21日・23日）
  - 後呂有紗（ニュースコーナー）の代理（2024年5月15日・29日）
- ストレイトニュース（2024年5月15日・29日）- 後呂有紗の代理
- スポーツ中継（駅伝）
  - 全日本大学女子駅伝（中継所実況、2021年～）
  - 箱根駅伝
    - 1号車サブアナ（2024年・第100回）
    - 小涌園前実況（2025年・第101回）
- 超ジャイアンツ（日テレジータス） - ナレーター（番組内では「超ナレーター」と表記）
- シューイチ（2025年4月5日 - ）　-　土曜SHOWBIZキャスター

### ラジオ番組
いずれもラジオ日本制作
- 日テレアナ・ザ・ワールド!
- 青木仁志のトップリーダーと語る「成功の技術」（2022年12月2日 -） - アシスタント（不定期）[9]

## その他
- 一日警察署長 本庄警察署（2019年12月8日）[10][11]
- 一日警察署長 高輪警察署（2022年10月14日）[12]
- 一日警察署長 四谷警察署（2023年9月10日）[13][14]